# Estación Mayacún
Mayacún fue una estación del ferrocarril que se hallaba en la localidad de El Tambo en la comuna de Salamanca, en la región de Coquimbo de Chile. Fue parte del ramal Choapa-Salamanca, que estaba conectado a la línea del ferrocarril Longitudinal Norte.

## Historia
Si bien la línea donde se encontraba la estación fue construida a partir de 1910, esta no estaba contemplada en los planos iniciales del trazado. Sin embargo, en décadas posteriores la parada fue construida, quedando consignada en mapas de las décadas de 1950 y 1960.
La estación contaba con un desvío de 64 metros que acompañaba a la vía principal —siendo el más corto de los que poseía el ramal—, además de una casa para el jefe de estación y bodegas a ambos lados de las vías.
El ramal entre Choapa y Salamanca operó hasta junio de 1975, fecha en que el ferrocarril dejó de operar y la estación fue posteriormente vendida. Actualmente la estación está en ruinas, manteniéndose en pie solamente un muro de adobe.